# Vogesella
Vogesella ist eine Gattung gramnegativer Bakterien in der Familie der Neisseriaceae. Benannt wurde sie nach dem Mediziner Otto Voges, der die Typusart Vogesella indigofera damals als Bacillus indigoferus isoliert hatte.

## Beschreibung
Die Arten der Gattung Vogesella sind stäbchenförmige, gelegentlich gebogene, im Durchschnitt 3,5 µm × 0,5 µm große Bakterien. Sie treten vorwiegend einzeln, aber auch paarweise oder in kurzen Ketten auf. Alle Stämme von Vogesella sind mittels eines einzelnen polaren Flagellums beweglich und zeigen eine sehr schnelle Gerade- oder Zick-Zack-Motilität.
Kolonien von Vogesella-Stämmen sind auffällig gefärbt. In frühen Wachstumsstadien sind sie durchscheinend, leicht gelblich (16–20 Stunden), später schwach bläulich (24 Stunden) und nach 36–48 Stunden tief Königsblau mit einem metallischen, kupferfarbenen Schimmer. Die Grundlage für die blaue Farbe ist Indigoidin.